# Anabarhynchus monteithi
Anabarhynchus monteithi är en tvåvingeart som beskrevs av Lyneborg 2001. Anabarhynchus monteithi ingår i släktet Anabarhynchus och familjen stilettflugor. Inga underarter finns listade i Catalogue of Life.